# Jacques Rothmüller

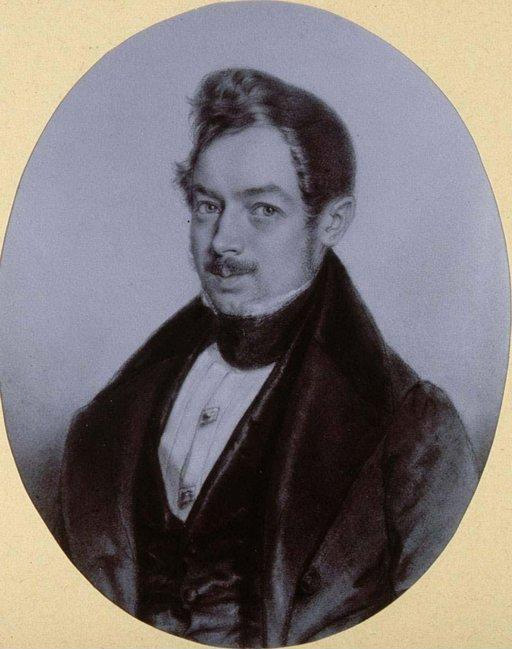
Jacques Rothmüller

Jacques Rothmüller (französisch Jacques Rothmuller; * 26. Dezember 1804 in Colmar; † 10. Februar 1862 ebenda) war ein elsässischer Landschaftsmaler, Zeichner und Lithograf.

## Werke
- Vues pittoresques des châteaux, monuments et sites remarquables de l’Alsace. Hahn & Vix, Colmar 1836–39.
- Musée pittoresque et historique de l’Alsace. Colmar 1863.